# Rude Awakening
Rude Awakening, 2002, är en dubbel-CD av Megadeth innehållande livematerial. Albumet spelades in i november 2001 under två på varandra efterföljande, närapå identiska konserter i Texas och Phoenix, Arizona, USA.

## Låtlista

### CD 1
1. "Dread and the Fugitive Mind" - (4:12)
2. "Kill the King" - (3:50)
3. "Wake Up Dead" - (3:26)
4. "In My Darkest Hour" - (5:28)
5. "Angry Again" - (3:22)
6. "She-Wolf" - (8:17)
7. "Reckoning Day" - (4:24)
8. "Devil's Island" - (5:06)
9. "Train of Consequences" - (4:30)
10. "A Tout le Monde" - (4:49)
11. "Burning Bridges" - (4:56)
12. "Hangar 18" - (4:45)
13. "Return to Hangar" - (3:54)
14. "Hook in Mouth" - (4:40)

### CD 2
1. "Almost Honest" - (3:57)
2. "1000 Times Goodbye" - (6:14)
3. "Mechanix" - (4:36)
4. "Tornado of Souls" - (5:47)
5. "Ashes in Your Mouth" - (6:04)
6. "Sweating Bullets" - (4:38)
7. "Trust" - (6:46)
8. "Symphony of Destruction" - (4:50)
9. "Peace Sells" - (5:22)
10. "Holy Wars" - (8:51)

## Medverkande
- Dave Mustaine: sång och gitarr
- David Ellefson: basgitarr
- Al Pitrelli: gitarr
- Jimmy DeGrasso: trummor